# 博肯冰原島峰
71°18′S 2°57′W / 71.300°S 2.950°W
博肯冰原島峰，是南極洲的冰原島峰，位於毛德皇后地，處於博克內塞特角以北，挪威製圖師根據探險隊的測量和拍攝的空中照片繪入地圖，現時由南極條約體系管理。